# Wulkow (Wusterhausen/Dosse)
Wulkow ist ein Ortsteil der Gemeinde Wusterhausen/Dosse im Landkreis Ostprignitz-Ruppin in Brandenburg. 
Der Ort liegt nordöstlich des Kernortes Wusterhausen/Dosse. Östlich fließt die Dosse und verläuft die A 24, westlich verläuft die Landesstraße L 14 und erstrecken sich der Obersee und der Salzsee, südlich verläuft die L 142. Südöstlich erstreckt sich das rund 217 ha große Naturschutzgebiet Feuchtgebiet Schönberg-Blankenberg.

## Geschichte

### Eingemeindungen
Am 1. Januar 1957 wurde Wulkow nach Schönberg eingemeindet und am 31. Dezember 1997 erfolgte die Eingemeindung von Schönberg in die Gemeinde Wusterhausen/Dosse.

## Sehenswürdigkeiten
- In der Liste der Baudenkmale in Wusterhausen/Dosse sind für Wulkow drei Baudenkmale aufgeführt, darunter die evangelische Dorfkirche, ein Fachwerkbau aus dem Ende des 17. Jahrhunderts mit einem zentralen Dachreiter.